# Onthophagus subansiriensis
Onthophagus subansiriensis là một loài bọ cánh cứng trong họ Bọ hung (Scarabaeidae).